# آنها انتظار او را نداشتند
آنها انتظار او را نداشتند نقاشی هنرمند واقع‌گرا ایلیا رپین است که بین سال‌های ۱۸۸۴ و ۱۸۸۸ کشیده شده‌است. بازگشت یک نارودنیک از تبعید و واکنش خانواده‌اش را به تصویر می‌کشد. این نقاشی بخشی از مجموعۀ «نارودنیکی» رپین است که شامل چهار اثر هنری دیگر است.
رپین کار بر روی نسخه های اولیه بوم را در سال ۱۸۸۴ در خانۀ روستایی خود در مارتیشکینو آغاز کرد. او آن را در همان سال در دوازدهمین نمایشگاه سیار پریدویژنیکی، گروهی از هنرمندان رئالیست روسی که برای میزبانی نمایشگاه‌های هنری، ابتدا در سنت پترزبورگ و سپس در سایر شهرهای روسیه به سراسر روسیه سفر کردند، به نمایش گذاشت. این اثر توسط پاول ترتیاکوف در سال ۱۸۸۵ برای نمایش در گالری او خریداری شد. با این حال، رپین پس از خرید نقاشی به کار روی آن ادامه داد و در سال‌های ۱۸۸۵، ۱۸۸۷ و ۱۸۸۸ تغییرات زیادی در چهره مردی که وارد اتاق می‌شد، ایجاد کرد.
هنرمند و منتقد هنری روسی، ایگور گرابار، نوشت که نقاشی‌های آنها انتظار او را نداشتند و ایوان مخوف و پسرش ایوان اوج کار رپین بودند. این در حالیست که دمیتری سارابیانوف، مورخ هنر، این نقاشی را «یکی از قله‌های هنر روسیه در قرن نوزدهم» توصیف کرد. محقق هنر، الکسی فدوروف-داویدوف، آنها انتظار او را نداشتند را «مهمترین و به یاد ماندنی ترین» اثر این هنرمند در زمینه‌های انقلابی نامید.